# Buffalo Bill und die Indianer
Buffalo Bill und die Indianer (Originaltitel: Buffalo Bill and the Indians, or Sitting Bull’s History Lesson) ist eine US-amerikanische Filmsatire von Regisseur Robert Altman aus dem Jahr 1976. Als Vorlage diente das Bühnenstück Indianer (Originaltitel: Indians) von Arthur L. Kopit.

## Handlung
Amerika 1880: William F. Cody, berühmt als Buffalo Bill, steigt ins Showgeschäft ein. Er inszeniert eine Wild-West-Show mit vielen Artisten, Darstellern und Tieren. Der Höhepunkt der Show soll die Nacherzählung der Schlacht am Little Bighorn sein, die vier Jahre vor der Showpremiere stattfand. Cody, der selber nicht an der Schlacht teilnahm, will dem damals gefallenen General George Armstrong Custer ein Denkmal setzen: Custer soll der eigentliche Held und auch Sieger sein. Der Sioux-Häuptling Sitting Bull, der an der Schlacht als Anführer der Indianer teilnahm, ist ebenso für die Show engagiert. Er setzt die angeblichen Heldentaten Custers ins richtige Licht.

## Hintergrund
Der Film, der in Wyoming spielt, wurde in der kanadischen Provinz Alberta gedreht. Um Codys Freilichttheater nachzubauen, musste mit Bulldozern ein Feld planiert werden.
Im Abspann der Originalversion werden mehr als 500 Darsteller genannt.

## Kritiken
Für den film-dienst war der Film „eine ironische Persiflage auf das Showgeschäft, die die Mythen des Westerns demontiert und die Legende von den Heroen der amerikanischen Geschichte als Lüge entlarvt“. Schwächen zeige der Film jedoch durch seine „komplizierte Dramaturgie und strapazierende Längen“.
Die Zeit rezensierte in ihrer Ausgabe vom 9. Juli 1976:

„Altman geht wie schon in Nashville mit Zynismus, Intelligenz und Bosheit daran, den ‚amerikanischen Traum‘ so gründlich zu demontieren wie kein Regisseur zuvor: Der legendäre Wildwestheld Buffalo Bill (Paul Newman), Mr. Amerika in Person, entpuppt sich als hohle Showbusiness-Erfindung, seine Vergangenheit als ein Sammelsurium aus dreisten Lügen und feigem Selbstbetrug. Im Gegenzug rehabilitiert Altman die ‚wahren‘ Amerikaner, die Indianer, personifiziert in der ungewöhnlichen Figur des Sioux-Häuptlings Sitting Bull.“

## Auszeichnungen
- 1976: Goldener Bär für Altman bei den Internationalen Filmfestspielen Berlin

## Synchronisation
| Rolle                    | Darsteller        | Synchronsprecher       |
| ------------------------ | ----------------- | ---------------------- |
| Willam Cody/Buffalo Bill | Paul Newman       | Gert Günther Hoffmann  |
| Ned Buntline             | Burt Lancaster    | Arnold Marquis         |
| Ed Goodman               | Harvey Keitel     | Frank Glaubrecht       |
| Nate Salisbury           | Joel Grey         | Lutz Mackensy          |
| John M. Burke            | Kevin McCarthy    | Joachim Cadenbach      |
| Prentiss Ingraham        | Allan F. Nicholls | Heinz Petruo           |
| William Halsey           | Will Sampson      | Joachim Nottke         |
| Präsident Cleveland      | Pat McCormick     | Friedrich Schoenfelder |